# Hughton Hector Kerin
Hughton Hector Kerin (sinh ngày 16 tháng 10 năm 1985 tại Trinidad & Tobago) là một cầu thủ bóng đá Trinidad & Tobago hiện đang thi đấu cho câu lạc bộ Hà Nội T&T và đội tuyển bóng đá quốc gia Trinidad và Tobago ở vị trí tiền vệ.

## Sự nghiệp câu lạc bộ

### W Connection FC
Năm 2008, Hector bắt đầu thi đấu cho đội 1 W Connection FC. Phong độ tuyệt vời đã giúp cho Hector được rất nhiều CLB trên thế giới săn đón. 

### Sông Lam Nghệ An
Năm 2011, Hector đến Việt Nam gia nhập Sông Lam Nghệ An theo một bản hợp đồng có thời hạn 1 năm. Tại đây, Hector chính là công thần thực sự của đội bóng xứ Nghệ. Tuy đội bóng của anh không thể vô địch như năm trước, nhưng anh được đánh giá là cầu thủ ngoại tốt nhất của Sông Lam Nghệ An mùa đó.
Tưởng chừng như Hector đã rời Sông Lam Nghệ An sau khi mùa giải 2012 kết thúc, nhưng anh đã khẳng định tương lai của mình tại đội bóng xứ Nghệ, chấp nhận giảm lương và ký thêm 1 năm với Sông Lam Nghệ An. Giảm lương cũng không phải là vấn đề khiến cho Hector phải nản chí. Năm 2013, anh trở thành nhạc trưởng ở tuyến giữa hàng phòng ngự của đội. 7 bàn thắng là minh chứng của điều đó.
Trước khi V-League 2013 kết thúc, tiền vệ Hector chính thức chia tay Sông Lam Nghệ An do không tìm được tiếng nói chung với đội bóng chủ quản về bản hợp đồng gia hạn. 

### Hà Nội T&T
Sau khi dọn đồ rời khỏi đại bản doanh của Sông Lam Nghệ An và về lại Trinidad và Tobago,sau đó đương kim vô địch V-League 2013 Hà Nội T&T đã chính thức có được anh chỉ sau 2 giờ làm việc cùng đội.

## Đội tuyển bóng đá quốc gia Trinidad & Tobago
Sau khi thấy được phong độ ấn tượng của anh tại Sông Lam Nghệ An, huấn luyện viên của Trinidad & Tobago đã quyết định triệu tập anh cho các trận giao hữu và Vòng loại World Cup 2014. Tuy nhiên, phong độ anh đang có ở Việt Nam là chưa đủ để giúp anh thành công tại tuyển quốc gia nước này và khiến anh phải chia tay tuyển quốc gia ngay sau đó.